# Sudestival
Il Sudestival è un festival del cinema italiano fondato e diretto da Michele Suma. Viene organizzato dall'Associazione Culturale "Sguardi". Dal 2020 fa parte dell'AFIC - Associazione festival italiani di cinema e dell'Apulia Cinefestival Network - ACN, affidato alla gestione dell'Apulia Film Commission.

## Storia
Il festival nato nel 1999 viene organizzato a Monopoli, nasce dall'esperienza del Cineforum Il linguaggio delle immagini, tradottosi poi in rassegna cinematografica nazionale di film italiani, Sguardi di Cinema Italiano, presentati dagli autori. Nel 2011 si trasforma in Sudestival - Il Festival del Cinema Italiano in Puglia.
Nel settembre 2013, in collaborazione con l’Ambasciata Italiana in Montenegro ha realizzato Il Sudestival a Budva.
Nel maggio 2013 e nel settembre 2014, in collaborazione con l’Ambasciata Italiana di Washington e con l’AIFIC (American Initiative for Italian Culture) ha realizzato Sudestival in DC.
Nel maggio 2018 e 2019 ha realizzato due edizioni del Sudestival goes to Armenia, in collaborazione con l’Ambasciata Italiana in Armenia, dando vita alla collaborazione con il Golden Apricot International Film Festival di Yerevan e al Protocollo di collaborazione triennale bilaterale, sottoscritto a Yerevan il 24 maggio 2019.
La ventesima edizione svoltasi nel 2019 è stata inaugurata da Pupi Avati e da Valerio Mastrandrea al suo esordio alla regia.
Dal 2021 il Sudestival cambia il periodo in cui si effettua e nel 2022 il festival torna nuovamente a svolgersi in presenza.
L'edizione 2023 si è svolta dal 27 gennaio al 17 marzo.

## Le collaborazioni
Il Sudestival si avvale di patrocini: 100autori (Associazione dell'Autorialità Cinetelevisiva), la Regione Puglia, la Fondazione Puglia, l'Apulia Film Commission, Università degli Studi di Bari "Aldo Moro", la Città di Monopoli e la Città di Conversano.
Il festival nel 2024 è gemellato con:
- N.I.C.E. (New Italian Cinema Events) di Firenze;
- Golden Apricot International Film Festival di Erevan (Armenia).

Dal 2023, il Sudestival è tra i promotori della Rete dei Festival dell'Adriatico, composta da:
- Corto Dorico di Ancona;
- Molise Cinema di Casacalenda;
- Sulmona International Film Festival di Sulmona.

## Sezioni
- Concorso: sei lungometraggi valutati dalla Giuria Cinema Nazionale, dalla Giuria del Pubblico e dalla Giuria Giovani, composta da 800 studenti;
- Sudestival Doc: la migliore e ultima produzione di documentari italiani
- Sudestival in Corto: dedicato alla produzione italiana di cortometraggi italiani, selezionati dallo ShorTS di Trieste.
- Sudestival KIDS: festival del film di animazione

### Altre sezioni e spin-off
- Gli Imprescindibili: retrospettiva sul cinema italiano
- Lezioni di cinema: progetto di audience developement del Festival
- Sudestival Goes to Armenia: sezione estera del Sudestival
- Piazza Sudestival: rassegna estiva svolta nel centro storico di Monopoli nell'agosto 2021.[13]

## Premi
- Faro d'Autore della Città di Monopoli: assegnato al miglior lungometraggio del concorso opere prime e seconde dalla Giuria Cinema Nazionale, composta da professionisti del settore;
- Premio Giuria del Pubblico: assegnato al miglior lungometraggio del concorso opere prime e seconde da tutti gli spettatori della proiezione aperta al pubblico;
- Premio Giuria Giovani: assegnato al miglior lungometraggio del concorso opere prime e seconde dalla Giuria Giovani composta da 800 studenti;
- Premio Sguardi - Socially Inclusive: consiste nella sottotitolazione del film vincitore, per consentire l’accessibilità ai non udenti;
- Premio Miglior Documentario: al regista del miglior documentario indicato dalla Giuria Doc Nazionale;
- Premio Sudestival in Corto: al miglior cortometraggio indicato dalla Giuria Corti Nazionale;
- Premio Giuria KIDS: al miglior film di animazione assegnato dalla Giuria Kids composta da 300 bambini.
- Premio "Gianni Lenoci" - Miglior Colonna Sonora: assegnato dalla Giuria di quattro maestri del Conservatorio “Nino Rota” di Monopoli, presieduta dal regista documentarista Francesco Conversano e dedicato al jazzista Gianni Lenoci

## La formula
Il Sudestival si tiene in un arco temporale di dieci weekend.
Ogni venerdì:
- Tre proiezioni del Lungometraggio in concorso per la Giuria dei Giovani e per la Giuria del Pubblico;
- Proiezione del Cortometraggio in concorso;
- Lezioni di Cinema.

Ogni sabato:
- Proiezione del Documentario in concorso;
- Proiezione del Film di Animazione in concorso per la Giuria KIDS.

Ogni domenica:
- Proiezione del Film della Retrospettiva Gli Imprescindibili.

## Edizioni

### 2018
- Faro d'Argento della Città di Monopoli: Gatta Cenerentola di Alessandro Rak, Ivan Cappiello, Marino Guarnieri e Dario Sansone;
- Premio Giuria del Pubblico: Gatta Cenerentola di Alessandro Rak, Ivan Cappiello, Marino Guarnieri e Dario Sansone;
- Premio Giuria Giovani: Nove lune e mezza, di Michela Andreozzi;
- Premio Accessibilità "Sguardi": Finché c'è prosecco c'è speranza, di Antonio Padovan;

### 2019
- Faro d'Argento della Città di Monopoli: Un giorno all'improvviso di Ciro D'Emilio;
- Premio Giuria del Pubblico: In viaggio con Adele di Alessandro Capitani;
- Premio Giuria Giovani: Un giorno all'improvviso di Ciro D'Emilio;
- Premio Miglior Documentario: Camorra di Francesco Patierno;
- Premio Sudestival in Corto: Bismillah di Alessandro Grande;

### 2020
- Faro d'Argento della Città di Monopoli: Sole di Carlo Sironi;
- Premio Giuria del Pubblico: Picciridda - Con i piedi nella sabbia di Paolo Licata;
- Premio Giuria Giovani: Nevia di Nunzia De Stefano;
- Premio Sguardi - Socially Inclusive: Picciridda - Con i piedi nella sabbia di Paolo Licata;
- Premio Miglior Documentario: Sono innamorato di Pippa Bacca di Simone Manetti;
- Premio Sudestival in Corto: Sugarlove di Laura Luchetti;
- Premio "Gianni Lenoci" - Miglior Colonna Sonora: a Pericle Odierna per le musiche di Picciridda - Con i piedi nella sabbia.

### 2021/2022
- Faro d'Argento della Città di Monopoli: Una femmina di Francesco Costabile;
- Premio Giuria del Pubblico: Una femmina di Francesco Costabile;
- Premio Giuria Giovani: I nostri fantasmi di Alessandro Capitani;
- Premio Miglior Documentario: Viaggio nel crepuscolo di Augusto Contento;
- Premio Apulia Film Commission - Miglior Sceneggiatura: ad Alessia Lepore per Il mio corpo vi seppellirà di Giovanni La Pàrola;
- Premio "Gianni Lenoci" - Miglior Colonna Sonora: a Valerio Camporini Faggioni per le musiche di Una femmina;
- Premio alla Carriera  a Renato Casaro, illustratore e pittore.
- Menzione Speciale - Giuria Cinema Nazionale: Il legionario di Hleb Papou.
- Menzione Speciale - Giuria Doc Nazionale: Ndoto ya Samira – Il sogno di Samira di Nino Tropiano.